# Sodom en Gomorra

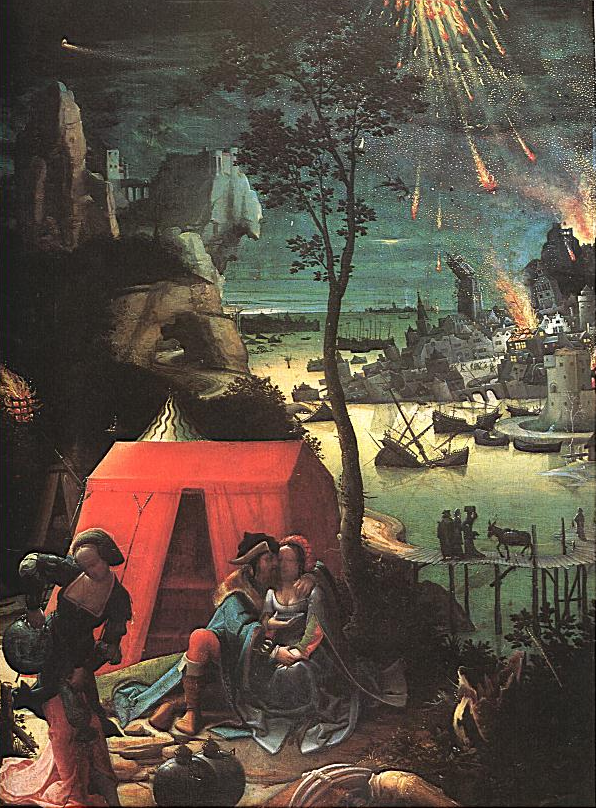
Lucas van Leyden, Lot en zijn dochters (ca. 1509). Rechts de verwoesting van Sodom.

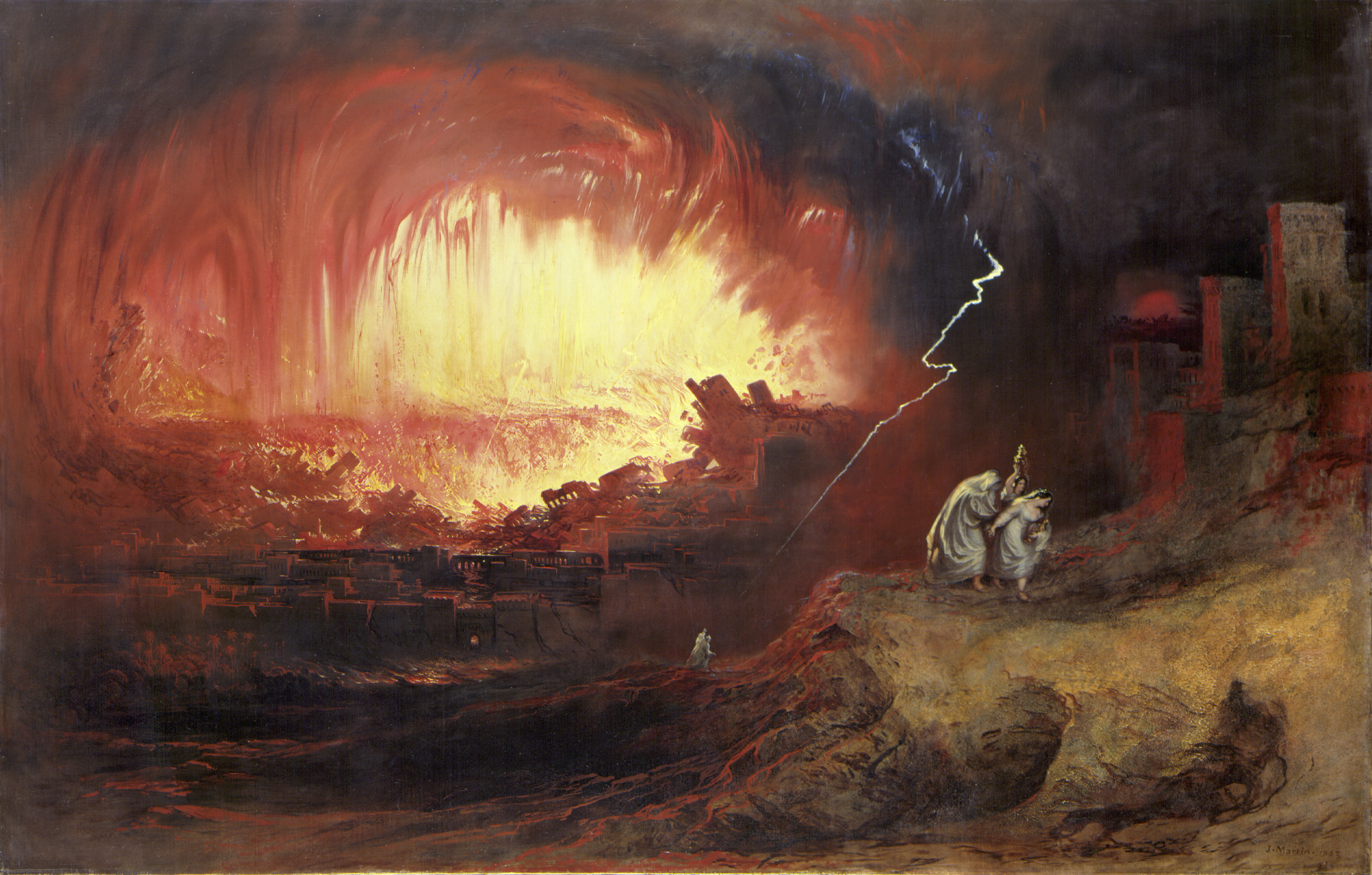
John Martin, De Verwoesting van Sodom en Gomorra, 1852

Sodom en Gomorra (Hebreeuws: סְדֹם (Səḏōm) en עֲמֹרָה ('Ămōrā); Arabisch: سدوم وعمورة (Sodoem wa 'Omoerra) waren volgens Genesis 18-19 in de Hebreeuwse Bijbel twee steden, die lagen in de waterrijke Jordaanvallei (Genesis 13:10) en behoorden tot een pentapolis (een verbond van vijf steden), samen met de steden Adama, Zeboïm en Bela. Sodom en Gomorra waren berucht vanwege de "slechtheid" van de inwoners en werden daarom door God verwoest. In de Koran wordt grotendeels dezelfde beschrijving van de steden en de gebeurtenissen gegeven. Er is geen archeologisch bewijs dat deze steden daadwerkelijk hebben bestaan.

## Het verhaal
God kondigde aartsvader Abraham aan Sodom en Gomorra te vernietigen omdat de inwoners slecht waren (Genesis 13:13) en "hun zonden ongehoord groot" (Genesis 18:20-21). Abraham suggereerde dat er misschien een paar onschuldigen in de steden woonden. Hij onderhandelde met God met als uitkomst dat Hij Sodom en Gomorra niet zou verwoesten als er tien onschuldigen in woonden (Genesis 18:22-32).
Abrahams neef Lot was enige tijd hiervoor in Sodom gaan wonen (Genesis 13:2-11). Twee engelen bezochten Sodom, en Lot nam de engelen als gasten in huis.
Maar nog voordat Lot en zijn gasten konden gaan slapen, liepen alle mannen van Sodom bij Lots huis te hoop, jong en oud, niemand uitgezonderd. ‘Waar zijn die mannen die bij je overnachten?’ riepen ze Lot toe. ‘Breng ze naar buiten, we willen ze nemen!’ Lot ging naar buiten en deed de deur achter zich dicht. ‘Maar vrienden, zoiets kunnen jullie toch niet doen!’ zei hij (Genesis 19:4-7)
Om homoseksuele verkrachting van zijn gasten te voorkomen, bood Lot zijn twee dochters in ruil aan zijn stadsgenoten aan. Maar zo ver kwam het niet: de engelen sloegen hun aanvallers met blindheid. De engelen maanden Lot en zijn gezin Sodom te verlaten en geboden hun niet om te kijken. Terwijl zij vluchtten, werden beide steden door God verwoest in een regen van zwavel en vuur. Lots vrouw kon de verleiding niet weerstaan, keek om en veranderde in een zoutpilaar.

## Doorwerking

### Hebreeuwse Bijbel
In een visioen van de profeet Ezechiël werd de aanduiding Sodom metaforisch gebruikt om de ernst van de zonden van de Israëlieten aan te duiden en bij de belofte dat God hun lot ten goede zou keren (Ezechiël 16:35-58).

### Nieuwe Testament
In de synoptische evangeliën staat dat Jezus de bewoners van Kafarnaüm waarschuwde:
En jij dan, Kafarnaüm, je denkt toch niet dat je tot in de hemel zult worden verheven? In het diepst van het dodenrijk zul je afdalen! Want als in Sodom de wonderen waren gebeurd die bij jou gebeurd zijn, dan was je tot de huidige dag blijven bestaan. Ik zeg je dat op de dag van het oordeel het lot van Sodom draaglijker zal zijn dat dat van jou (Matteüs 11:23-24).

### Uitdrukkingen
In een uitdrukking als "Amsterdam is het hedendaagse Sodom en Gomorra" worden de steden gebruikt als uitdrukking voor een stad of streek waarin slechte, verdorven praktijken plaatsvinden. De straf die op dat soort praktijken zou volgen, leidde tot de uitdrukking "op je sodemieter krijgen".
In de term sodomie, dat staat voor zondige, verboden seksuele contacten, wordt verwezen naar Sodom. Sodomie is daarom ook een aanduiding voor homoseksualiteit. Mogelijk is dit afgeleid van het verhaal waarin de bewoners van Sodom de engelen die Lot bezochten wilden nemen (Genesis 19:4-7). In de doorwerking in de Hebreeuwse Bijbel wordt Sodom echter geen (agressieve) homoseksualiteit verweten, maar ongastvrijheid, mishandeling van armen, echtbreuk en liegen (Jeremia 23:14; Ezechiël 16:48-50).

## Historiciteit
Er is geen archeologisch bewijs voor de historiciteit van Sodom en Gomorra. Archeologen die de historiciteit van de Bijbel proberen te bewijzen, suggereren dat teksten over handelsbetrekkingen in de bibliotheek van Ebla verwijzen naar Sodom en Gomorra, maar de meeste oudheidkundigen wijzen dit af. Sommigen, zoals de omstreden Ron Wyatt, menen Sodom en Gomorra wel fysiek geïdentificeerd te hebben, maar de meeste archeologen wijzen deze beweringen van de hand.